# Paréac
Paréac ist eine französische Gemeinde mit 76 Einwohnern (Stand 1. Januar 2022) im Département Hautes-Pyrénées in der Region Okzitanien. Sie gehört zum Kanton Lourdes-2 und zum Arrondissement Argelès-Gazost. 

## Lage
Sie ist umgeben von folgenden Nachbargemeinden:
| Julos    |                                             | Orincles |
|          | Kompassrose, die auf Nachbargemeinden zeigt |          |
| Bourréac | Escoubès-Pouts                              |          |

## Bevölkerungsentwicklung

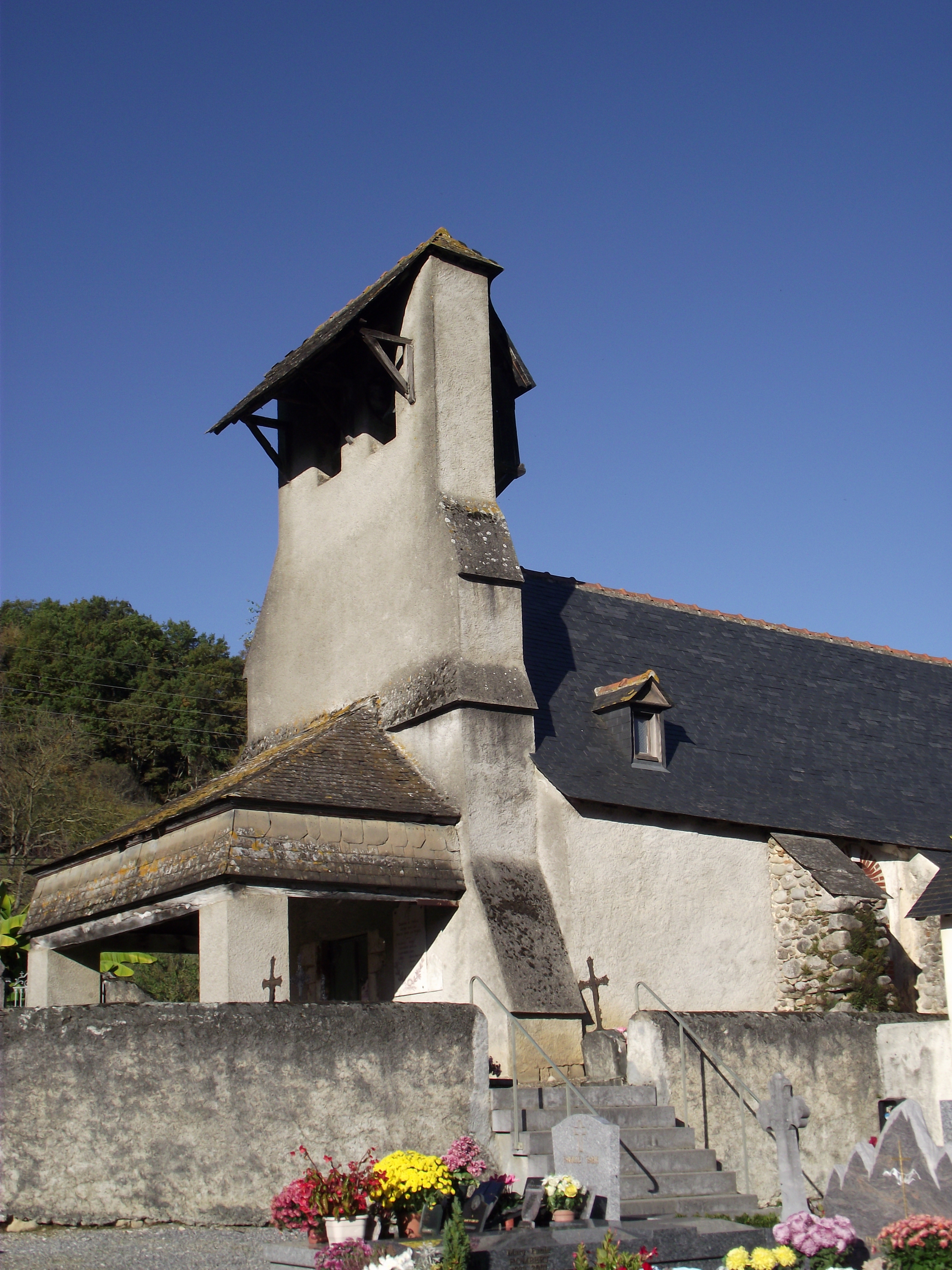
Himmelfahrts-Kirche

| Jahr                       | 1962 | 1968 | 1975 | 1982 | 1990 | 1999 | 2008 | 2016 |
| -------------------------- | ---- | ---- | ---- | ---- | ---- | ---- | ---- | ---- |
| Einwohner                  | 86   | 74   | 68   | 85   | 75   | 69   | 67   | 59   |
| Quellen: Cassini und INSEE |      |      |      |      |      |      |      |      |